# Plectorhinchus vittatus
Espèce
Plectorhinchus vittatus, aussi appelé diagramme oriental ou gaterin rayé, est une espèce de poisson de la famille des Haemulidae.

## Description et caractéristiques
L'adulte mesure entre 50 et 70 à 90 cm de long. Ils sont très reconnaissables à leur livrée particulière : les flancs sont rayés horizontalement de larges bandes noires et blanches, et les nageoires sont jaune vif ponctuées de pois noirs. L'avant du visage est également maculé de jaune, ainsi que la bouche dont les lèvres sont très épaisses (ce qui leur vaut leur nom anglais de sweetlips). 

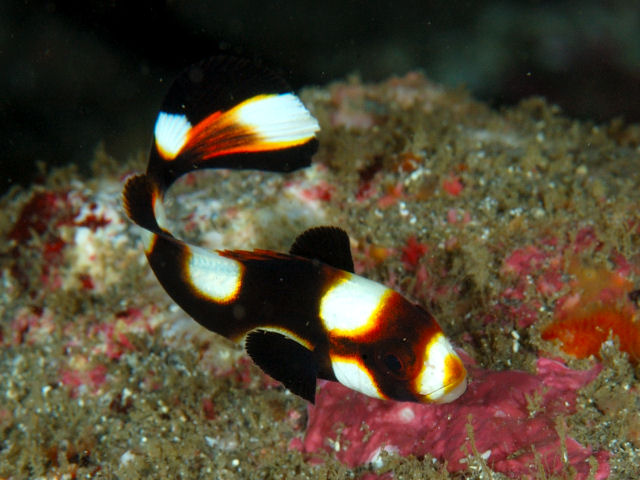
Juvénile
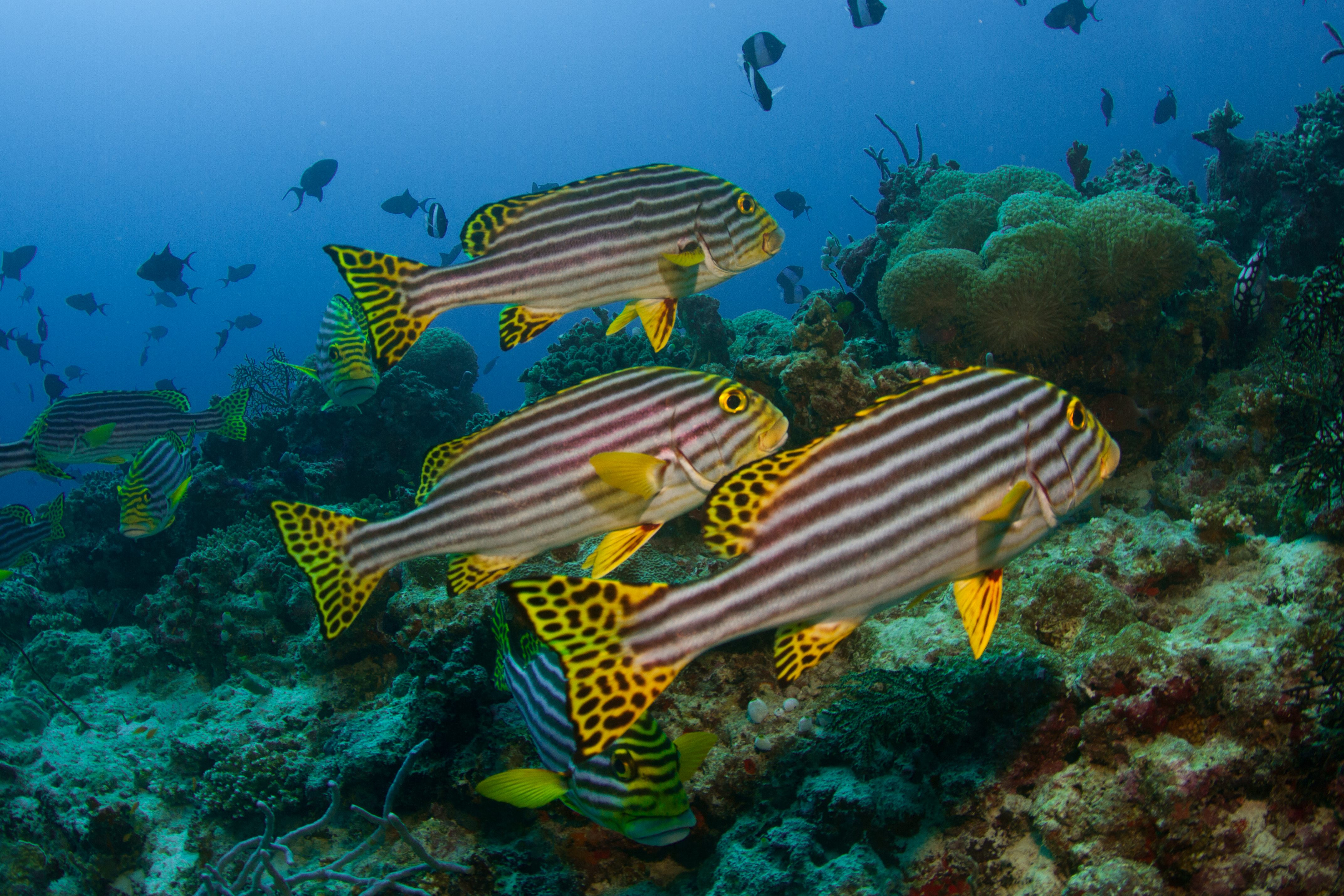
Adultes
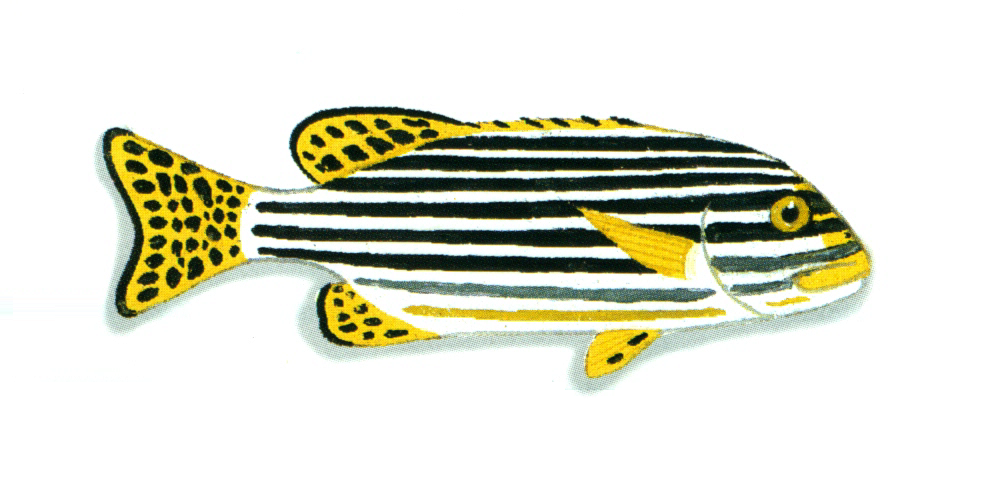
Dessin

Les jeunes sont solitaires. Les adultes sont typiquement grégaires.

## Habitat et répartition
C'est un poisson des récifs coralliens de l’Indo-Pacifique, qui vit à des profondeurs variant entre 2 et 25 m. Il est particulièrement abondant aux Maldives. 

## Relations à l'Homme
Très prisés des baigneurs et des photographes sous-marins pour leur taille, leurs belles couleurs et leur placidité, ils sont d’importance mineure pour la pêche commerciale locale et peuvent être trouvés en vente dans le commerce des aquariums.

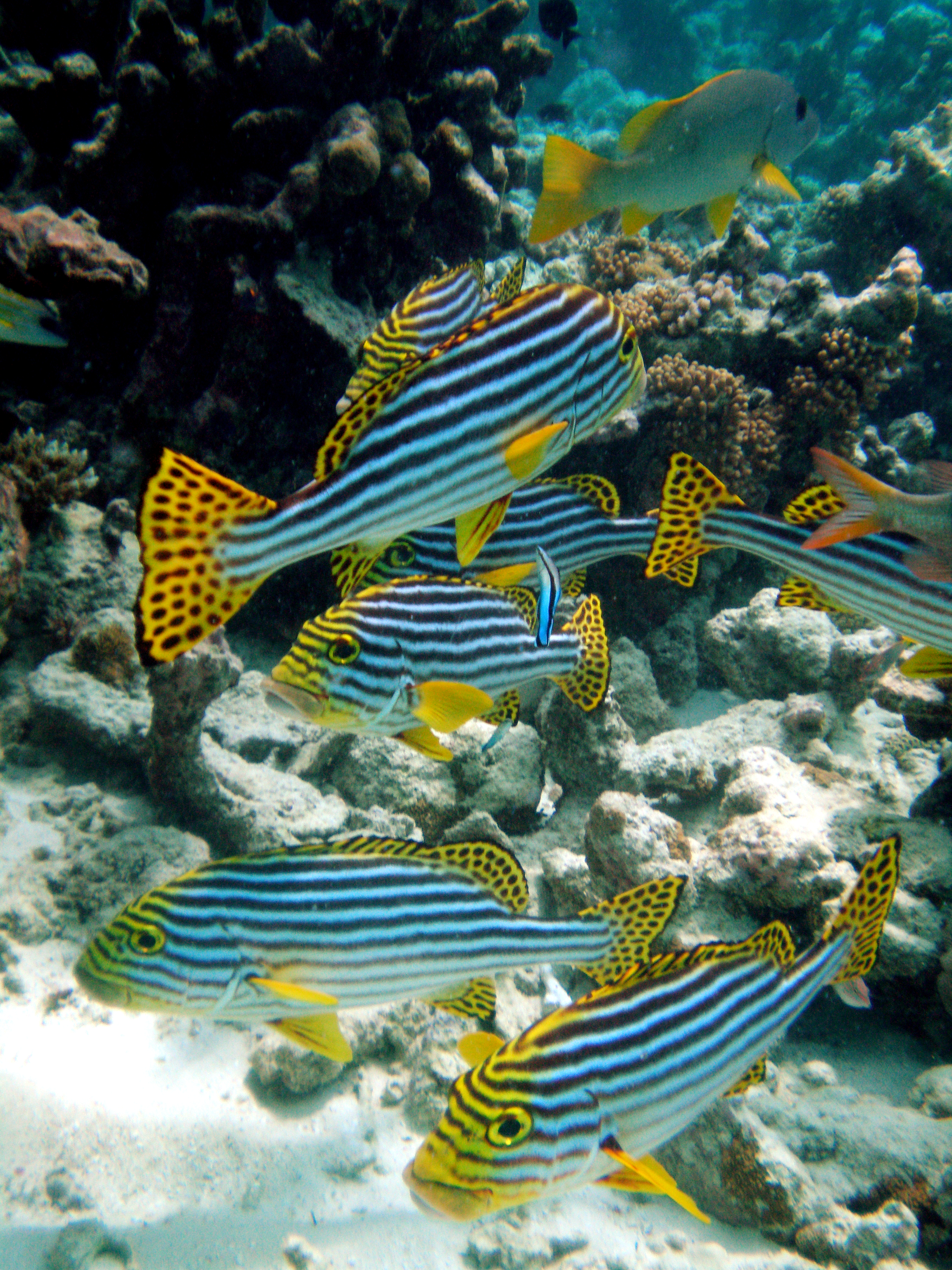
Groupe aux Maldives.